# (4292) Aoba
(4292) Aoba ist ein Hauptgürtelasteroid, der am 4. November 1989 vom japanischen Astronomen Masahiro Koishikawa an der Ayashi Station des Sendai Astronomical Observatory in Sendai entdeckt wurde.